# إيان أشبي
إيان أشبي (بالإنجليزية: Ian Ashbee) (مواليد 6 سبتمبر 1976 في برمينغهام - إنجلترا) لاعب كرة قدم إنجليزي يلعب حاليا لصالح نادي الدرجة الممتازة هال سيتي الإنجليزي منذ 2002 في مركز الوسط المحوري .

## روابط خارجية
- إيان أشبي على موقع قاعدة بيانات كرة القدم.إي يو (الإنجليزية)
- إيان أشبي على موقع Soccerbase.com (لاعب) (الإنجليزية)
- إيان أشبي على موقع عالم كرة القدم.نت (الإنجليزية)
- إيان أشبي على موقع كووورة